# Danielle Collins
Danielle Rose Collins (São Petersburgo, 13 de dezembro de 1993) é uma tenista profissional americana.
Ela alcançou a classificação no ranking da WTA mais alta de sua carreira, ocupando a 7ª posição em simples e a 86ª posição mundial em duplas. Collins ganhou dois títulos individuais do WTA Tour, no Palermo Open 2021 e no Silicon Valley Classic 2021. Ela alcançou sua primeira final de "Major" em simples no Australian Open de 2022.
Collins jogou tênis universitário na Universidade da Virgínia e ganhou o título de simples da NCAA duas vezes, em 2014 e 2016, durante seu segundo e último anos. Ela terminou sua carreira júnior pelos "Virginia Cavaliers [en]" em 2016 como a melhor jogadora universitária. Ela jogou um torneio do WTA Tour pela primeira quando chegou às semifinais do Miami Open 2018 vinda da qualificatória, sua projeção ocorreu no Australian Open de 2019, onde chegou às semifinais, derrotando a número 2 do mundo, Angelique Kerber, no caminho. Collins também chegou às quartas de final no Aberto da França de 2020 em simples e semifinalista no Torneio de Wimbledon de 2022 em duplas.
Também em 2014, Collins fez sua estreia em torneios "Grand Slam" no US Open, onde foi eliminada na primeira rodada, perdendo para a número dois do ranking da WTA, Simona Halep. Em 2022, alcançou sua primeira final de Grand Slam no Australian Open, perdendo para a número um do ranking Ashleigh Barty.

## Carreira

### Faculdade
Enquanto estava na Universidade da Virgínia, Collins ganhou o título nacional universitário em 2014 e 2016 e o "Honda Sports Award [en]" como a melhor tenista do país em 2016.

### 2009–2012
Em 2009, Collins disputou seus primeiros eventos no Circuito feminino da ITF. Ela ganhou seu primeiro título de simples da ITF em 2011.

### 2013–2017: Estreia no WTA Tour e profissionalização
Ela não jogou nenhuma partida profissional em 2013 e 2015 enquanto jogava tênis universitário na Virgínia.
Collins fez sua estreia na chave principal do WTA Tour como "wild card" no US Open de 2014 no Arthur Ashe Stadium, onde forçou a segunda cabeça-de-chave Simona Halep a um terceiro set na primeira rodada.
Em meados de 2016, ela se profissionalizou totalmente. Durante seu tempo no Circuito ITF, ela ganhou sete títulos de simples.

### 2018: Estreia e top 50

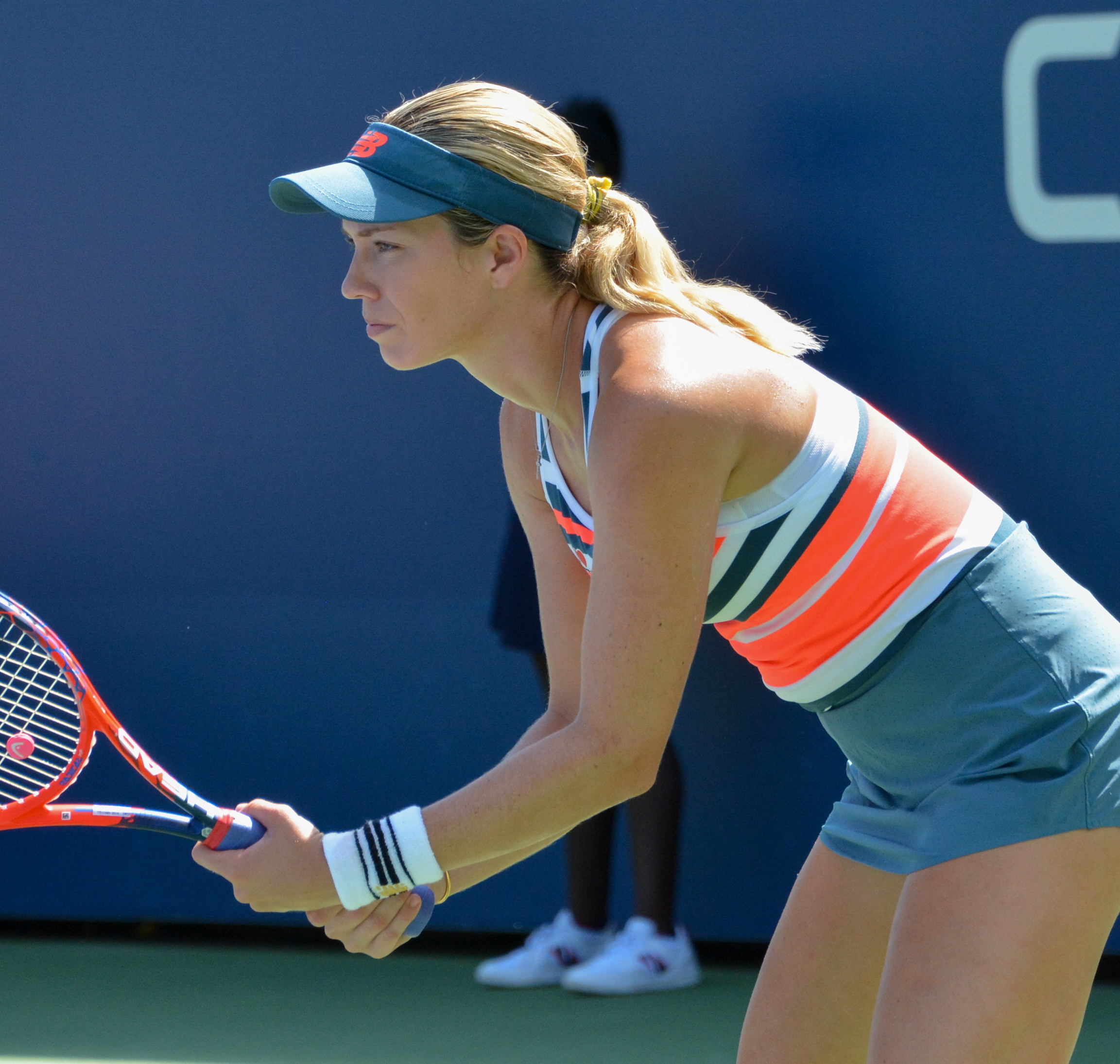
Collins no US Open de 2018.

Collins começou o ano chegando à última rodada da qualificatória no Australian Open antes de ser derrotada por Denisa Šátralová, em dois sets.
No entanto, ela recebeu um "wild card" no torneio WTA 125 em Newport Beach [en], chegou à final e obteve o título, o que a levou a subir para o 120º lugar no ranking da carreira na época.
Outro desempenho impressionante ocorreu em outro torneio WTA 125, desta vez em Indian Wells, onde chegau às quartas de final. Com esse desempenho ela obteve mais um "wild card", dessa vez para o Indian Wells Open, um torneio Premier Mandatory que também acontece lá. Foi nesse torneio que ela venceu sua primeira partida do WTA Tour contra a compatriota Taylor Townsend, antes de derrotar a número 14 do mundo, Madison Keys, em dois sets, seguiu-se uma vitória sobre Sofya Zhuk [en]. Embora sua campanha tenha terminado na quarta rodada para a ex-nº 6 do mundo, Carla Suárez Navarro, Collins fez sua estreia no top 100, saltando do 117º posto para o 93º. Passando pelas rodadas da qualificatória no Miami Open, Collins venceu a número 37 do mundo, Irina-Camelia Begu, em dois sets antes de derrotar a duas vezes semifinalista de Majors Coco Vandeweghe, em três sets. Seguiram-se vitórias sobre Donna Vekic e Monica Puig, antes de ela conquistar a maior vitória de sua carreira, derrotando seu ídolo, ex-número 1 do mundo e sete vezes campeã da Grand Slam, Venus Williams, que era a oitava colocada no ranking. Com esta vitória, ela se tornou a primeira jogadora vinda da qualificatória a chegar às semifinais no Miami Open. Ela então enfrentou Jelena Ostapenko, sexta cabeça de chave, e perdeu em dois sets, apesar de ter um set point no primeiro set. Depois de chegar às quartas de final em Monterrey, Collins alcançou o top 50 pela primeira vez.
Collins venceu uma sequência de partidas consecutivas da chave principal em dois outros torneios no restante da temporada, chegando à terceira rodada do Eastbourne International e às semifinais em San Jose (ambos eventos de nível Premier) e perdeu na rodada de abertura nos três Grand Slams restantes. Mesmo assim, ela terminou o ano em 36º lugar no ranking mundial, mais de 100 pontos acima de sua melhor classificação final no ano anterior.

### 2019: Semifinal do Aberto da Austrália, estreia entre as 25 primeiras, quartas de final de duplas em Wimbledon

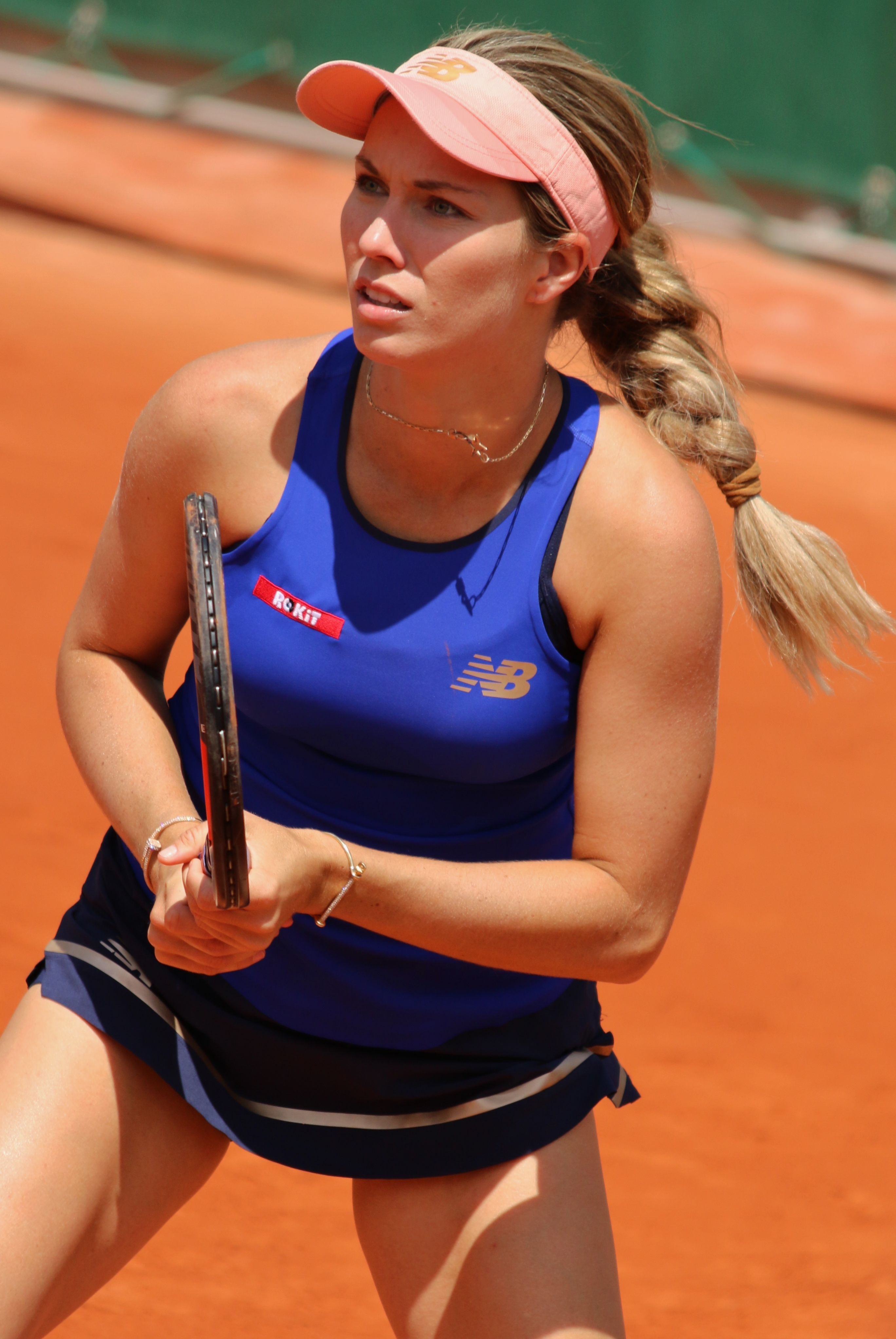
Collins no Aberto da França de 2019.

Sua ascensão continuou no Australian Open. Antes do torneio, ela nunca havia vencido uma partida em um evento "Major". Depois de derrotar Julia Görges, 14ª cabeça-de-chave, em uma partida difícil da primeira rodada, Collins venceu suas próximas três partidas em dois sets; primeiro contra Sachia Vickery, depois contra a 19ª cabeça-de-chave Caroline Garcia. Nas oitavas de final, Collins conseguiu a maior surpresa do torneio, vencendo a segunda cabeça-de-chave e tricampeã principal Angelique Kerber, em dois sets. Assim, ela chegou às quartas de final, onde derrotou Anastasia Pavlyuchenkova em três sets. Nas semifinais, ela perdeu para a oitava cabeça-de-chave Petra Kvitová, em dois sets. Collins subiu para o 23º lugar no ranking da carreira, em 28 de janeiro de 2019, após o torneio.
Ela também registrou vitórias em todos os outros eventos do Grand Slam, chegando à segunda rodada do Aberto da França e do US Open, bem como à terceira rodada em Wimbledon. Ela alcançou seu melhor resultado de duplas no Grand Slam em Wimbledon, chegando às quartas de final com Bethanie Mattek-Sands. Collins teve dificuldades nos "Majors", chegando às quartas de final em apenas um deles, o Charleston Open. Em dezembro, ela venceu o Hawaii Open, um torneio de exibição, após a desistência de sua adversária na final, Angelique Kerber. Collins terminou o ano em 31º lugar no ranking mundial.
No final de 2019, Collins revelou que sofria de artrite reumatoide, semelhante a Caroline Wozniacki.

### 2020: Quartas de final do Aberto da França

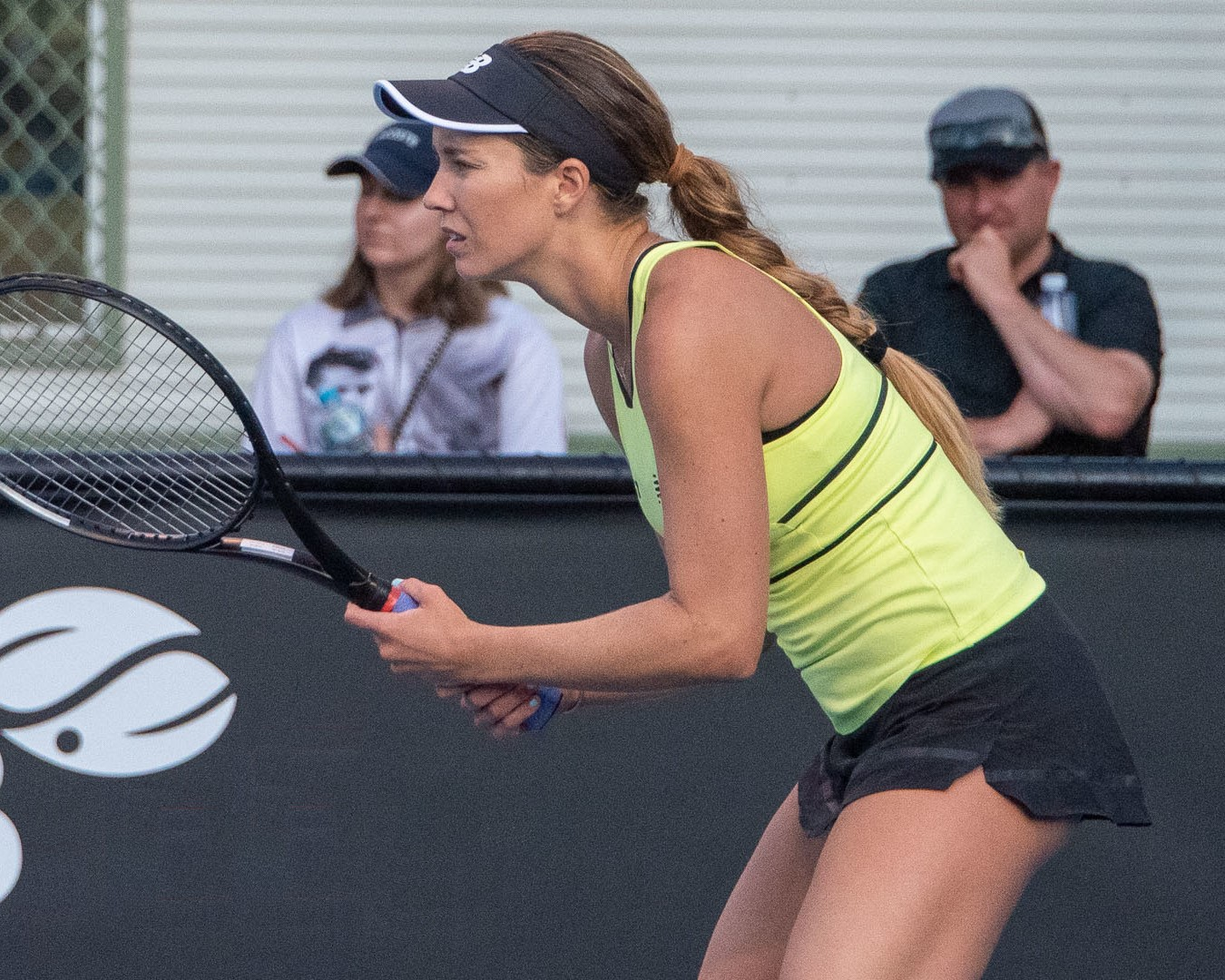
Collins no Australian Open de 2020.

Collins começou 2020 com três vitórias sobre as 15 principais adversárias. Ela derrotou a nº 5 do mundo Elina Svitolina na primeira rodada no Brisbane International antes de cair para a nº 13 do mundo, Madison Keys, em dois sets nas quartas de final. Na semana seguinte, no Adelaide International, ela derrotou a nº 15 Sofia Kenin na segunda rodada e, em seguida, a nº 7, Belinda Bencic, nas quartas de final. Collins caiu para a número 1 do mundo, Ashleigh Barty, em três sets nas semifinais. Ela perdeu na segunda rodada para Yulia Putintseva no Australian Open e saiu do top 50 por não ter conseguido defender seus pontos de semifinalista.
Devido à paralisação de seis meses do WTA Tour devido à pandemia de COVID-19, Collins não jogou novamente após o Australian Open até agosto. Ela perdeu na primeira rodada de seus dois primeiros torneios de volta, para Jil Teichmann no Western & Southern Open e Anett Kontaveit no US Open. No entanto, Collins se recuperou no Aberto da França, onde alcançou sua segunda campanha até as quartas de final de um Grand Slam. Ao longo do caminho, ela derrotou a bicampeã do Grand Slam e ex-número 1 do mundo, Garbiñe Muguruza, na terceira rodada (causando à espanhola sua primeira eliminação de Roland Garros desde 2013), bem como a 30ª cabeça-de-chave Ons Jabeur, ambas em três sets. Sua campanha acabou chegando ao fim contra a compatriota e atual campeã do Australian Open, Sofia Kenin, em uma partida que para ambas as jogadoras foi o quarto jogo de três sets em cinco partidas.

### 2021: Primeiro título da WTA e primeiro título WTA 500, retorna ao top 30
Danielle Collins ficou afastada na primeira metade da temporada com dores debilitantes nas costas. Ela foi diagnosticada com endometriose e removeu um cisto do "tamanho de uma bola de tênis". Além dessa cirurgia, Collins também tomava medicamentos para artrite reumatoide.
Collins conquistou seu primeiro título WTA no Palermo Ladies Open, derrotando Elena-Gabriela Ruse, em dois sets na final.
No mês seguinte, ela ganhou seu segundo título WTA no Silicon Valley Classic, derrotando Daria Kasatkina em três sets. A vitória do Silicon Valley Classic marcou seu primeiro título WTA 500. Como resultado, ela voltou a entrar no top 30 como número 28 do mundo, em 9 de agosto de 2021.
Ela então continuou sua sequência de vitórias no Aberto do Canadá. Ela venceu Jil Teichmann na primeira rodada e depois derrotou a sexta cabeça-de-chave Simona Halep na segunda. Sua sequência de 12 vitórias consecutivas acabou chegando ao fim na terceira rodada, ao perder para a compatriota Jessica Pegula, em três sets.
No US Open, ela chegou à terceira rodada pela primeira vez após derrotar a ex-número 6 do mundo, Carla Suárez Navarro e  Kaja Juvan. Ela então perdeu sua partida da terceira rodada para Aryna Sabalenka, em dois sets.
Em seus dois torneios seguintes, Collins chegou às quartas de final em Chicago e à terceira rodada em Indian Wells antes de encerrar a temporada em Linz, onde foi forçada a abandonar na semifinal contra a compatriota Alison Riske devido a uma lesão no ombro. Mesmo assim, Collins terminou o ano classificada entre os 30 primeiros pela primeira vez, em 29º lugar.

### 2022: Primeira final de Grand Slam, estreia no top 10, número 1 americano, quarta rodada do US Open

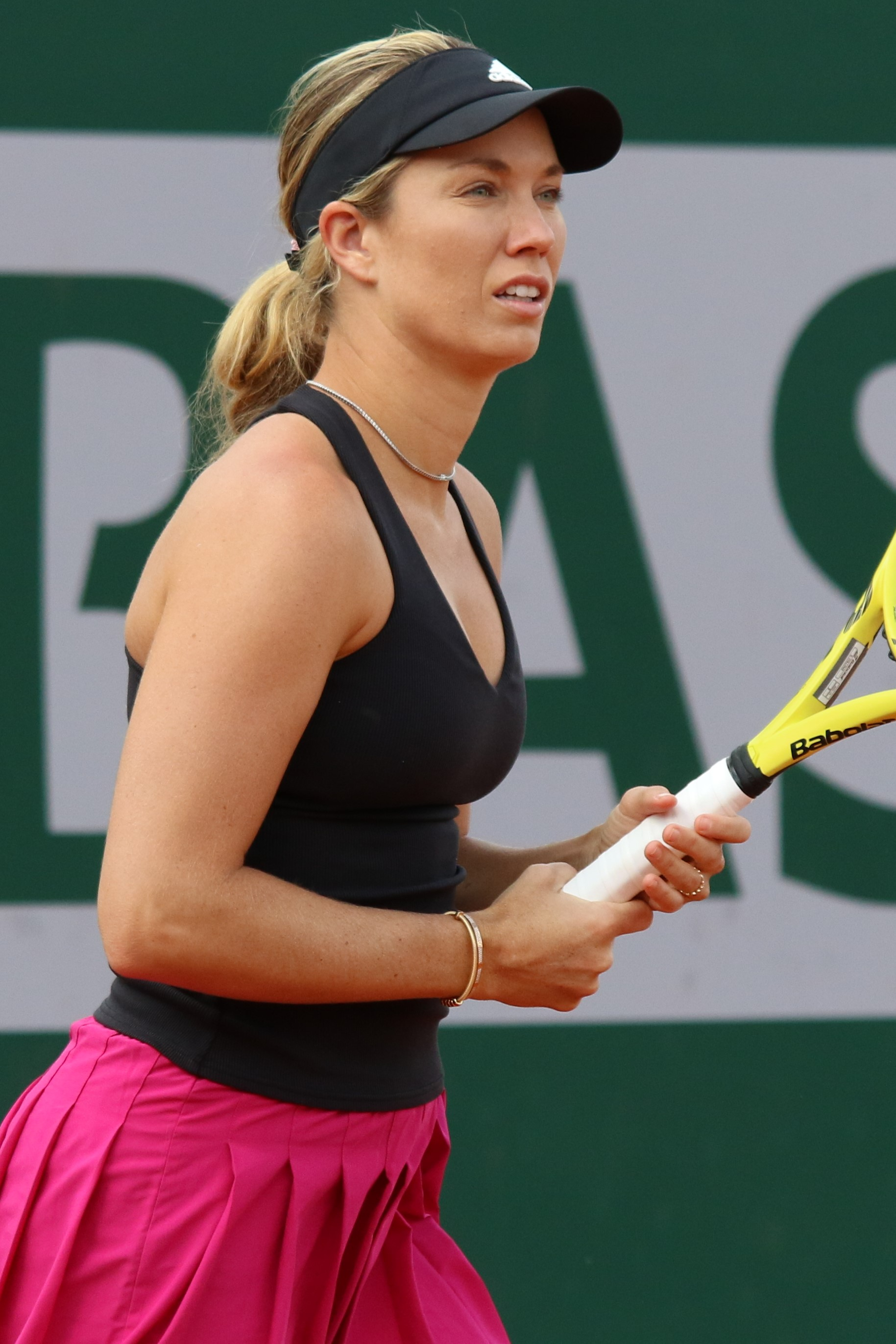
Collins em Roland Garros, 2022.

No Australian Open, Collins chegou às semifinais pela segunda vez, após derrotar a 19ª cabeça-de-chave Elise Mertens e se tornar a terceira americana nas quartas de final. Foi o segundo ano consecutivo que três americanos participaram desta fase do torneio. Nas quartas de final, ela venceu Alizé Cornet em dois sets. Ela derrotou Iga Swiatek também em dois sets nas semifinais para avançar para sua primeira final de Grand Slam, onde enfrentou o número 1 do mundo, Ashleigh Barty. Swiatek disse que Collins acertou as "... bolas mais rápidas que já joguei em uma partida". Na final, Collins perdeu em dois sets, apesar de estar 5–1 no segundo set. Como resultado de seu desempenho, Collins fez sua estreia no top 10 e se tornou a jogadora americana número 1. No Aberto da França, ela perdeu para a também americana Shelby Rogers, em dois sets, no segundo turno. Em Wimbledon, Collins perdeu na primeira rodada para Marie Bouzková, em três sets. No mesmo torneio, em parceria com Desirae Krawczyk, ela chegou às quartas de final pela segunda vez e depois às semifinais pela primeira vez em um torneio de duplas importante em sua carreira.
Como cabeça-de-chave 19 no US Open, ela chegou às oitavas de final pela primeira vez ao derrotar a bicampeã do US Open Naomi Osaka,  Cristina Bucșa e Alizé Cornet. Na quarta rodada, ela perdeu para a número 6 do mundo e eventual semifinalista Aryna Sabalenka em três sets.

### 2023: Primeiro título de duplas

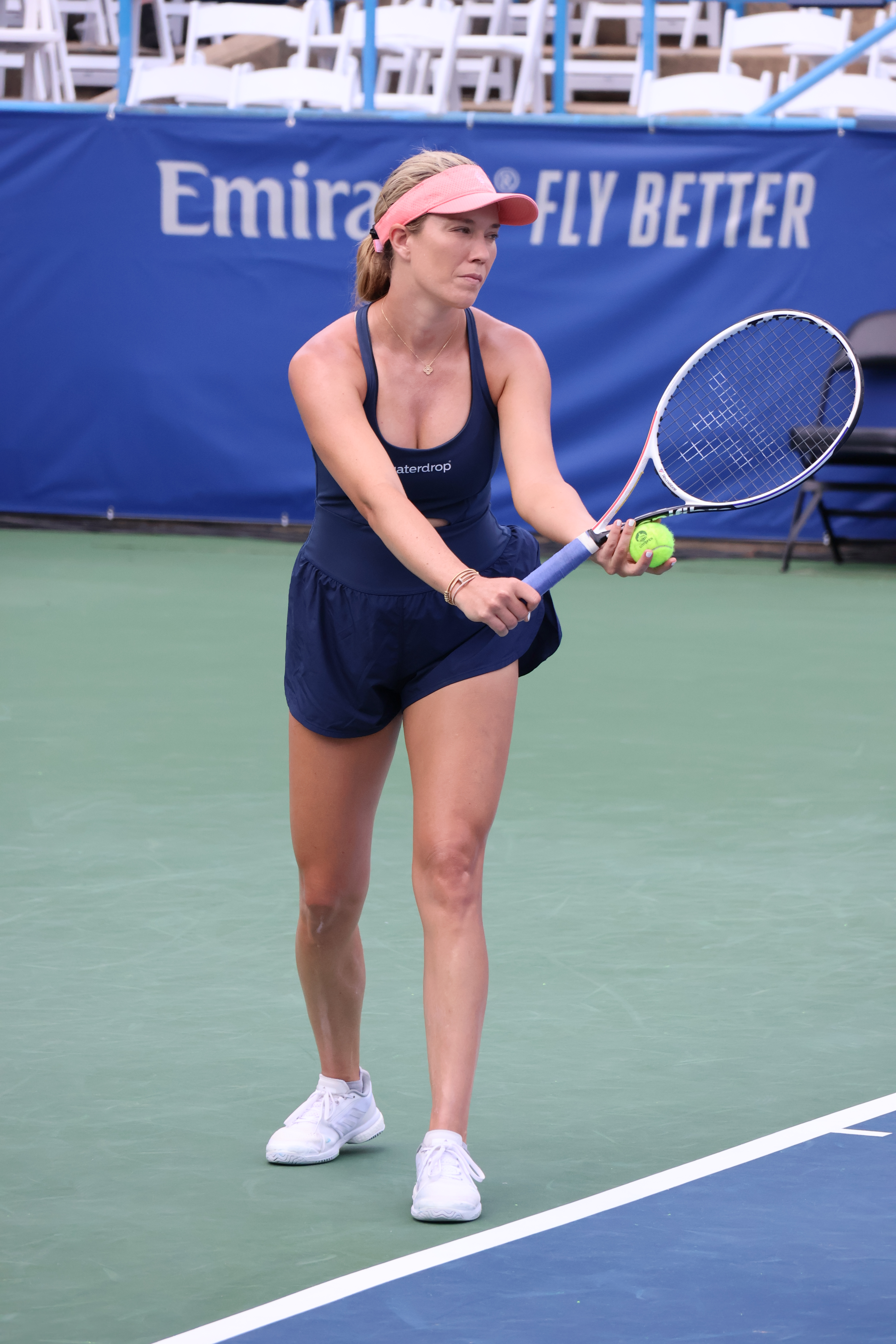
Collins no DC Open, 2023.

Collins começou a temporada em Adelaide International 1. Como quinta cabeça de chave no primeiro torneio, ela perdeu na primeira rodada para Elena Rybakina em três sets. Como 10ª cabeça de chave no Adelaide International 2, ela chegou às quartas de final, onde foi derrotada pela sexta cabeça de chave e número 9 do mundo, Veronika Kudermetova, em três sets, apesar de ter cinco match points durante a partida. Como em 13ª cabeça de chave e finalista do ano anterior no Australian Open, ela venceu Anna Kalinskaya na primeira rodada. Na segunda rodada, ela venceu Karolína Muchová em uma maratona de três sets de duas horas e 56 minutos. Na terceira rodada, ela perdeu para a 22ª cabeça de chave, número 25 do mundo, e eventual finalista, Elena Rybakina, em três sets. Por não defender os pontos de finalista conquistados em 2022, a classificação de Collins caiu de 11 para 40 após o Aberto da Austrália.
Na semana de 6 de fevereiro, Collins jogou no Abu Dhabi Open. Ela foi derrotada na primeira rodada pela quinta cabeça de chave e número 12 do mundo, Jeļena Ostapenko, em três sets. No Qatar Total Open, ela sofreu uma derrota na segunda rodada peladefensora do título, número 1 do mundo, e eventual campeã Iga Świątek, vencendo apenas um game. Em Dubai, ela caiu na primeira rodada para Linda Fruhvirtová, de 17 anos. Como quarta cabeça de chave na edição inaugural do ATX Open em Austin, Texas, ela chegou às semifinais, onde perdeu para a oitava cabeça de chave, Marta Kostyuk, que acabaria ganhando seu primeiro título de simples WTA. Em Indian Wells, ela foi derrotada na primeira rodada pela "lucky loser" Dalma Gálfi. Como 30ª cabeça de chave no Miami Open, ela perdeu na terceira rodada para a terceira cabeça de chave e compatriota, Jessica Pegula.
Collins começou sua temporada em quadras de saibro em abril no Charleston Open. Como 13ª cabeça de chave, ela perdeu na primeira rodada para Shelby Rogers. Em duplas, ela conquistou seu primeiro título da WTA ao lado da compatriota Desirae Krawczyk, ao derrotar as cabeças de chave principais, Giuliana Olmos e Ena Shibahara na final. Ela desistiu de participar do Aberto de Madri e do Aberto da Itália. Retornando no Aberto da França, ela foi derrotada na primeira rodada pela terceira cabeça de chave, Jessica Pegula.
Em Wimbledon Collins venceu Julia Grabher [en] na primeira rodada mas perdeu para Belinda Bencic na segunda em jogo de três sets.
De volta às quadras duras na América do norte, no DC Open ela perdeu para Liudmila Samsonova na primeira rodada em sets diretos. No torneio seguinte em Montreal, ela teve muito mais sucesso, passando por Eugenie Bouchard  e Emina Bektas na qualificatória. Na chave principal, venceu Elina Svitolina, Maria Sakkari e Leylah Fernandez até chegar às quartas de final, onde perdeu para Iga Świątek em jogo de três sets. Já em Cincinnati, ela perdeu para a mesma Iga na segunda rodada em sets diretos vencendo apenas um game. No US Open, ela venceu Linda Fruhvirtová na primeira rodada e logo na seguinte perdeu para Elise Mertens em jogo de três sets. Collins melhorou bastante seu desempenho em San Diego, onde passou por Louisa Chirico, Jelena Ostapenko e a cabeça de chave N° 2 Caroline Garcia para chegar à semifinal, que perdeu de virada para a eventual campeã Barbora Krejcikova em jogo de três sets.

### 2024: Campeã de Miami e Charleston, retorno ao Top 15
Collins iniciou a temporada no torneio Brisbane International, onde fez uma campanha discreta. Venceu Hailey Baptiste [en] na primeira rodada em jogo de três sets e perdeu para Lin Zhu [en] na segunda, também em jogo de três sets. Seu próximo compromisso foi o Hobart International no qual perdeu para Elise Mertens na primeira rodada em sets diretos. Depois disso, partiu para o Australian Open, no qual venceu Angelique Kerber na primeira rodada em jogo de três sets mas perdeu para a "cabeça de chave" N° 1,  Iga Swiatek na segunda também em jogo muito duro de três sets. Em uma entrevista após a partida, Collins anunciou que 2024 será sua última temporada no tênis profissional.
No Abu Dhabi Open, onde se qualificou para a chave principal, ela derrotou a ex-número 1, a "wild card" Naomi Osaka, em sets diretos, mas em seguida perdeu para a cabeça de chave N° 5 Elena Rybakina em jogo de três sets. Na semana seguinte, ela também se classificou para o WTA 1000 Qatar Open e chegou às quartas de final derrotando a 13ª cabeça de chave Veronika Kudermetova, Marie Bouzková e Kateřina Siniaková. Nas quartas de final, Collins perdeu para Anastasia Pavlyuchenkova em sets diretos.
Em Indian Wells, Collins derrotou a russa Erika Andreeva e depois perdeu para Iga Świątek na segunda rodada. Em Miami chegou às quartas de final, pela terceira vez neste torneio, com vitórias sobre Bernarda Pera, as russas 30ª cabeça de chave Anastasia Potapova e Elina Avanesyan e a 19ª cabeça de chave Sorana Cirstea. Ela alcançou sua segunda semifinal de um WTA 1000 da carreira (depois de Miami 2018) com uma vitória em dois sets contra Caroline Garcia, aumentando a vantagem no confronto direto para 4-0. Ela alcançou sua primeira final de WTA 1000 com uma vitória sobre a 14ª cabeça de chave, Ekaterina Alexandrova, também em dois sets. Classificada em 53º lugar, ela se tornou a segunda finalista com classificação mais baixa em Miami, atrás apenas de Naomi Osaka, e a quarta finalista mais velha de WTA 1000 pela primeira vez desde que a categoria foi introduzida em 2009. Com sua vitória em dois sets sobre a vice-campeã do ano anterior e quarta cabeça de chave Elena Rybakina, ela ergueu seu primeiro troféu WTA 1000, tornando-se a campeã com classificação mais baixa, a terceira mulher a ganhar o primeiro título de simples em Miami depois dos 30 desde a primeira edição em 1985 e a sexta americana. Com isso, ela voltou ao top 25 do ranking, na 22ª posição.
Collins iniciou a temporada em quadras de saibro mantendo seu sucesso no Charleston Open, no qual, depois de uma campanha avassaladora, perdendo apenas um set para a cabeça de chave N° 2 Ons Jabeur durante o torneio, e chegando a jogar duas partidas no mesmo dia, chegou à final, onde venceu a cabeça de chave N° 4 Daria Kasatkina em sets diretos, sua 13ª vitória consecutiva na temporada, obtendo seu segundo título consecutivo. Em seguida, no Aberto de Madri, como cabeça de chave N° 13, passou por Olga Danilović em seu jogo de estreia em jogo de três sets, venceu Jaqueline Cristian em mais um jogo de três sets, chegando às oitavas de final onde perdeu para Aryna Sabalenka em mais um jogo de três sets, interrompendo sua sequência de vitórias consecutivas. No Aberto de Roma ela teve um desempenho ainda melhor, chegando às semifinais. Para tanto, como cabeça de chave N° 13, venceu Anna Blinkova em seu jogo de estreia, quando depois de vencer o primeiro set, a adversária desistiu por contusão no início do segundo, Caroline Garcia na rodada seguinte, em sets diretos e Irina-Camelia Begu também em sets diretos nas oitavas de final. Nas quartas de final, venceu a cabeça de chave N° 24 Victoria Azarenka em sets diretos, mas perdeu nas semifinais para a cabeça de chave N° 2, Aryna Sabalenka, também em sets diretos. Como cabeça de chave N° 3 no Internationaux de Strasbourg, ela venceu Kateřina Siniaková em seu jogo de estreia, Clara Burel nas quartas de final e Anhelina Kalinina na semifinal, todos esses jogos em sets diretos. Na final, contra a compatriota Madison Keys, ela acabou perdendo em sets diretos, ficando com o vice-campeonato. Já no Aberto da França, como cabeça de chave N° 11 venceu a compatriota, Caroline Dolehide, na primeira rodada em sets diretos, mas perdeu na segunda para a vinda da qualificatória, Olga Danilović, em jogo de três sets.

## World TeamTennis
Collins jogou sua primeira temporada com o World TeamTennis [en] em 2019 com o Philadelphia Freedoms [en] de Billie Jean King. Ela começou a temporada de 2020 no elenco do Orlando Storm [en], que começou em 12 de julho, mas foi desligada da liga depois de deixar o estado e violar os protocolos de segurança do COVID-19.

## Estilo de jogo
Collins emprega um estilo de jogo altamente agressivo que foi descrito como "destemido", "feroz" e "divertido de assistir". Ela tem um saque poderoso e golpes de solo fortes em ambas as alas, tornando-a uma das rebatedoras mais fortes do WTA Tour. Seu estilo permite que ela acerte um grande número de vencedores, mas também um número considerável de erros não forçados de alto risco. Seus maiores pontos fortes são seu saque de chute, seu forehand de dentro para fora e seu backhand versátil e forte. Seu backhand de duas mãos é atipicamente mais forte do que seu forehand. Ela também possui fortes habilidades de voleio, permitindo-lhe acertar os vencedores de qualquer posição na quadra. Iga Swiatek mencionou que Collins "bate a bola mais rápida que já joguei em uma partida".

## Vida pessoal
Collins é filha de Walter e Cathy. Ela é descendente de neerlandeses através da avó materna. Collins se formou na Northeast High School [en], em St. Petersburg, Flórida, em 2012. Como jogadora do ensino médio, sua classificação júnior foi boa o suficiente para lhe render uma bolsa de estudos na Universidade da Flórida (UF). Após seu primeiro ano, ela se transferiu para a Universidade da Virgínia (UVA). Ela ganhou o título de simples da NCAA em seu segundo e último ano. Durante seu primeiro ano na UF, ela se formou em Artes Liberais e Ciências Exploratórias. Collins se formou na UVA com bacharelado em estudos de mídia e negócios. Ela voltou para a UF para fazer pós-graduação para obter um mestrado em gestão esportiva em um programa em parceria com a WTA.